# Giovanni Frollo
Giovanni Frollo (Venezia, 1832 – Bucarest, 1899) è stato un glottologo italiano.
Visse in Romania e fu professore di lingue neolatine all'università di Bucarest.
Come glottologo pubblicò numerosi saggi di filologia, di grammatica, e dizionari; inoltre fu un grande assertore dell'italianità in quella nazione.